# Hestija
Hestija (grč. Ἑστία, Hestía) u grčkoj mitologiji božica je ognjišta i doma; Kronova i Rejina kći. Hestijin je pandan u rimskoj mitologiji Vesta, zaštitnica grada Rima.

## Etimologija
Hestijino grčko ime znači "ognjište".

## Karakteristike
Hestija je obično prikazivana kao skromna žena zaogrnuta velom. Katkad drži procvjetalu granu, a atribut joj je često bio i kotao.

## Kult
Prva se žrtva grčkih javnih žrtvovanja prinosila Hestiji. Njezina bjelina, povezana s omphalos, "pupak" simbolom iz Delfa možda je predstavljao bijele hrpice pomiješanog pepela i ugljena, čime se čuvala vatra bez dima. Poslije je to u likovnoj umjetnosti izjednačeno s vapnom ispod kojeg je bila skrivena žetvena lutka koju se otklanjalo proljetnim klijanjem, a također i s morskim školjkama, kvarcom ili bijelim mramorom ispod kojih su pokapani pokojni kraljevi.

## Mitologija
Hestija je Zeusova, Posejdonova, Hadova, Demetrina i Herina sestra, najstarija od tri Rejine i Kronove kćeri. Izvorno je bila jedna od dvanaest olimpskih bogova, ali svoje je mjesto dala u korist Dionizu koji će čuvati svetu olimpsku vatru.
Odmah nakon rođenja, Kron je progutao svoju djecu zbog proročanstva svojih roditelja da će ga njegovo dijete svrgnuti. Kron nije uspio progutati Zeusa kojeg je skrila njegova majka. On je na posljetku natjerao Krona da povrati svu djecu te ga je svrgnuo. Hestiju je Reja prva rodila, a Kron ju je posljednju povratio, stoga se za nju kaže da je prva i posljednja, najvažnija i najbeznačajnija, najstarija i najmlađa.
Posejdon i Apolon htjeli su je za ženu, ali ona se pred Zeusom zaklela da će ostati djevicom te je ostala živjeti u Zeusovu srcu. U homerskoj himni navodi se da je živjela u Delfima, srcu i središtu svih Helena.

## Vanjske poveznice
- Hestija u klasičnoj literaturi i umjetnosti (engl.)
- Hestiaj u grčkoj mitologiji (engl.)
- Homerska himna Hestiji (engl.)